# McLean (Virgínia)
McLean és una concentració de població designada pel cens dels Estats Units a l'estat de Virgínia. Segons el cens del 2000 tenia 38.929 habitants.

## Demografia
Segons el cens del 2000, McLean tenia 38.929 habitants, 14.374 habitatges, i 11.053 famílies. La densitat de població era de 812,9 habitants per km².
Dels 14.374 habitatges en un 36,2% hi vivien nens de menys de 18 anys, en un 68,3% hi vivien parelles casades, en un 6,7% dones solteres, i en un 23,1% no eren unitats familiars. En el 18,6% dels habitatges hi vivien persones soles el 9,5% de les quals corresponia a persones de 65 anys o més que vivien soles. El nombre mitjà de persones vivint en cada habitatge era de 2,7 i el nombre mitjà de persones que vivien en cada família era de 3,05.
Per edats la població es repartia de la següent manera: un 25,4% tenia menys de 18 anys, un 4% entre 18 i 24, un 23,5% entre 25 i 44, un 31,1% de 45 a 60 i un 16% 65 anys o més. L'edat mediana era de 43 anys. Per cada 100 dones de 18 o més anys hi havia 88,5 homes. Entorn del 0,8% de les famílies i l'1,9% de la població estaven per davall del llindar de pobresa.

## Persones
- Paul Bartsch (1871-1960), zoòleg